# Casarano
Casarano is een gemeente in de Italiaanse provincie Lecce (regio Apulië) en telt 20.663 inwoners (31-12-2011). De oppervlakte bedraagt 38,1 km², de bevolkingsdichtheid is 539 inwoners per km².

## Demografie
Casarano telt ongeveer 7176 huishoudens. Het aantal inwoners steeg in de periode 1991-2001 met 2,1% volgens cijfers uit de tienjaarlijkse volkstellingen van ISTAT.
| Jaar | Inwoneraantal |
| ---- | ------------- |
| 1991 | 20.164        |
| 2001 | 20.579        |
| 2011 | 20.663        |

## Geografie
Casarano grenst aan de volgende gemeenten: Collepasso, Matino, Melissano, Ruffano, Supersano en Ugento.

## Geboren in Casarano
- Angelo De Donatis (1954), kardinaal

## Galerij

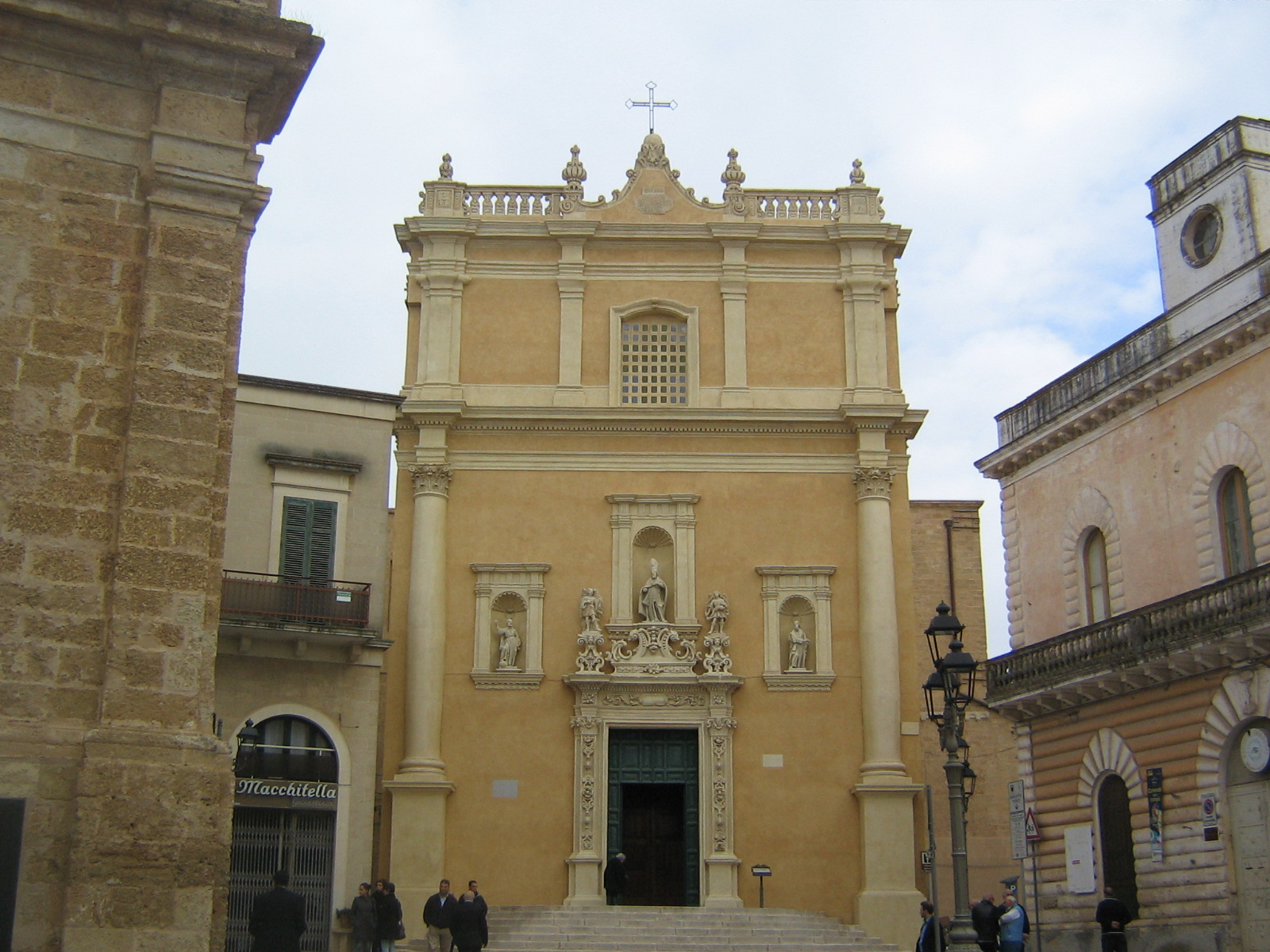
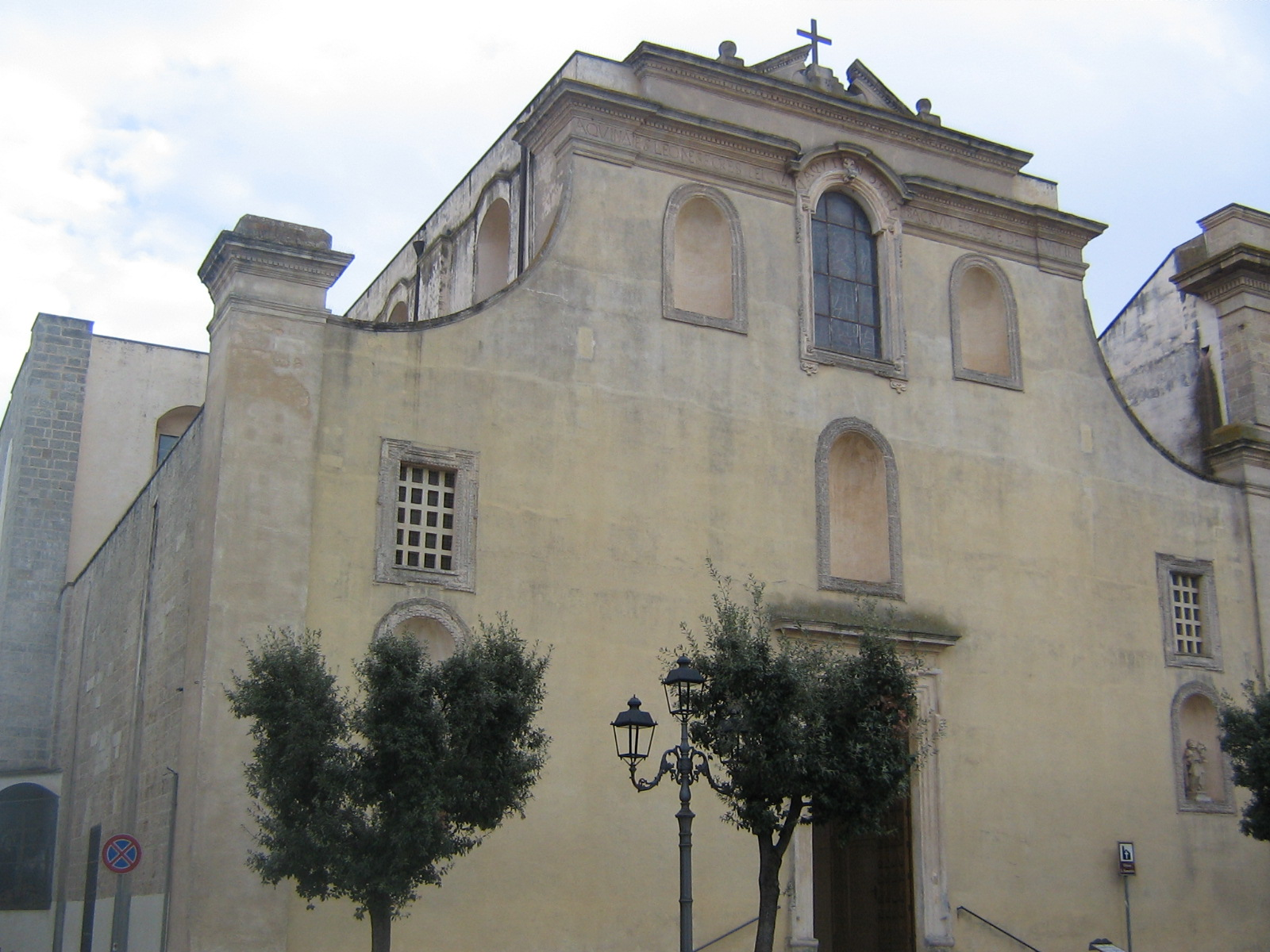
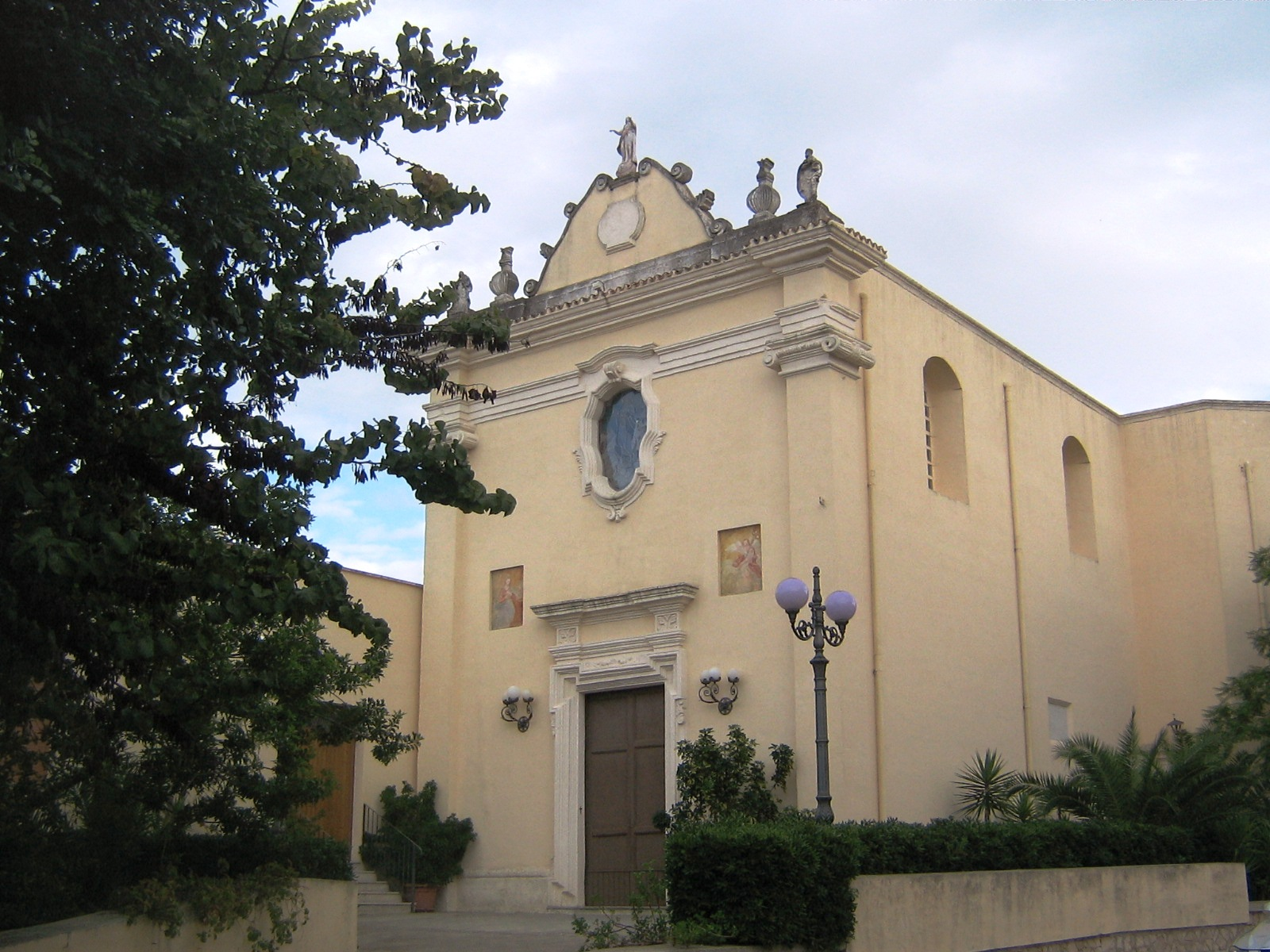
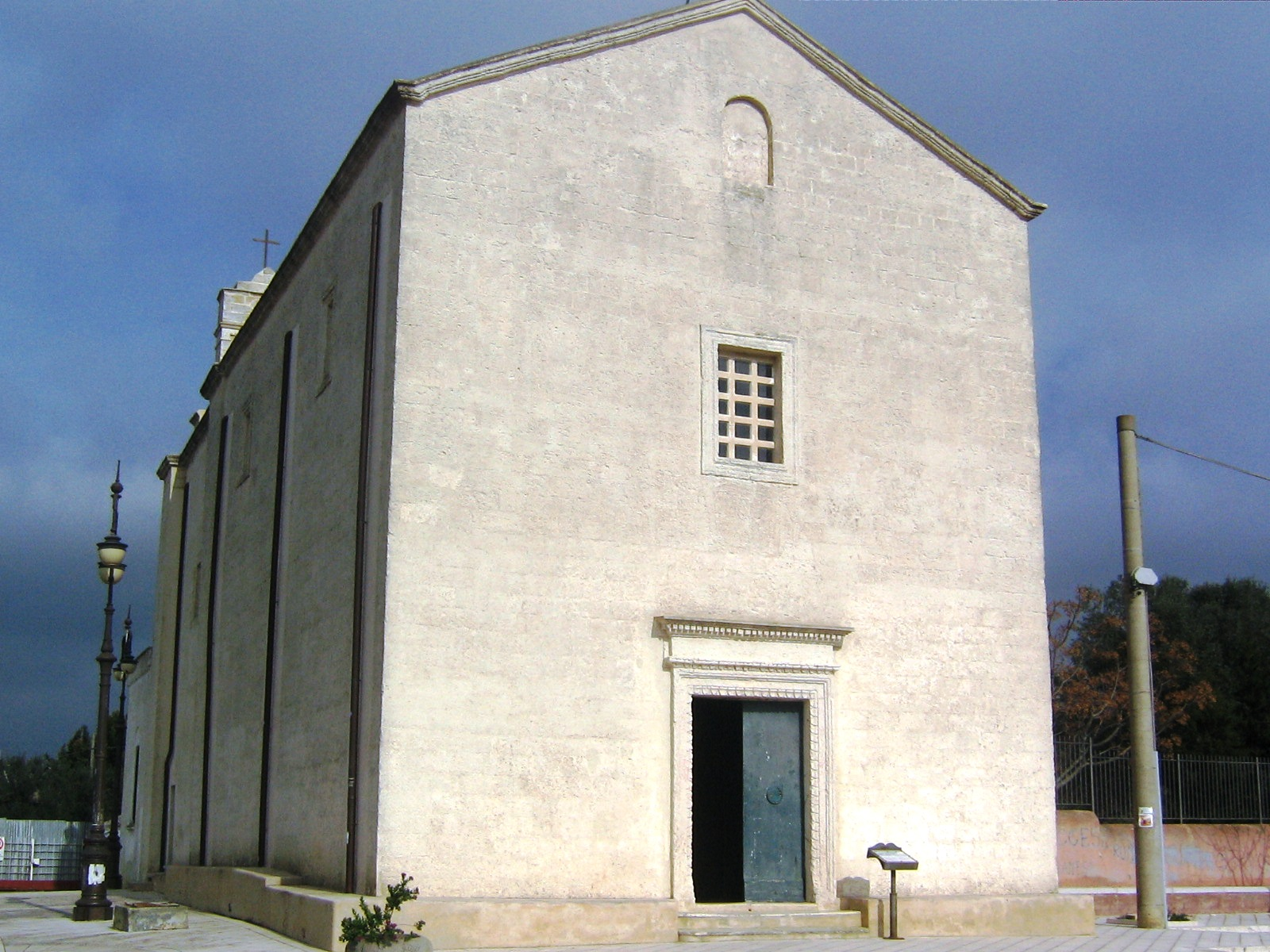
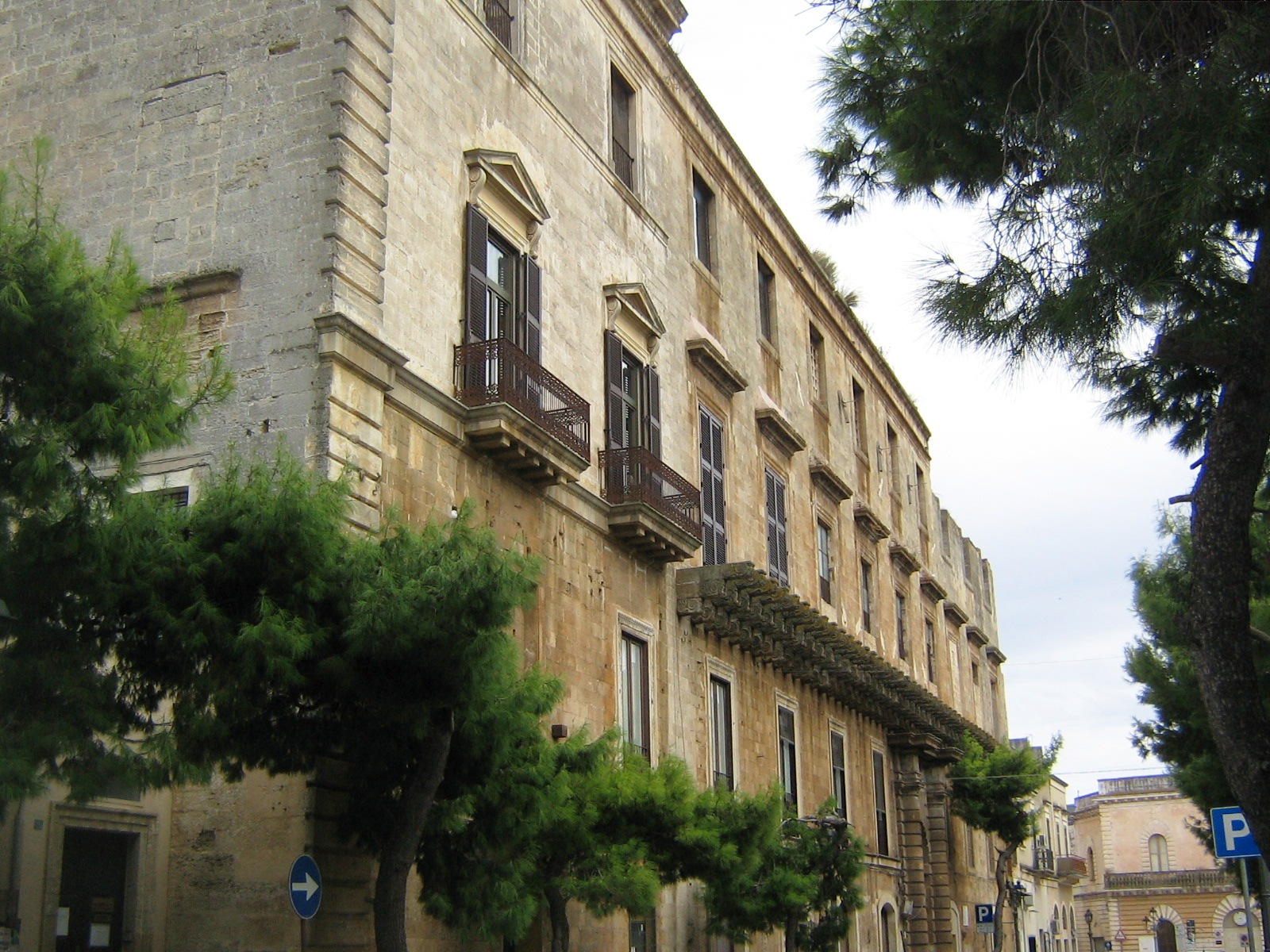
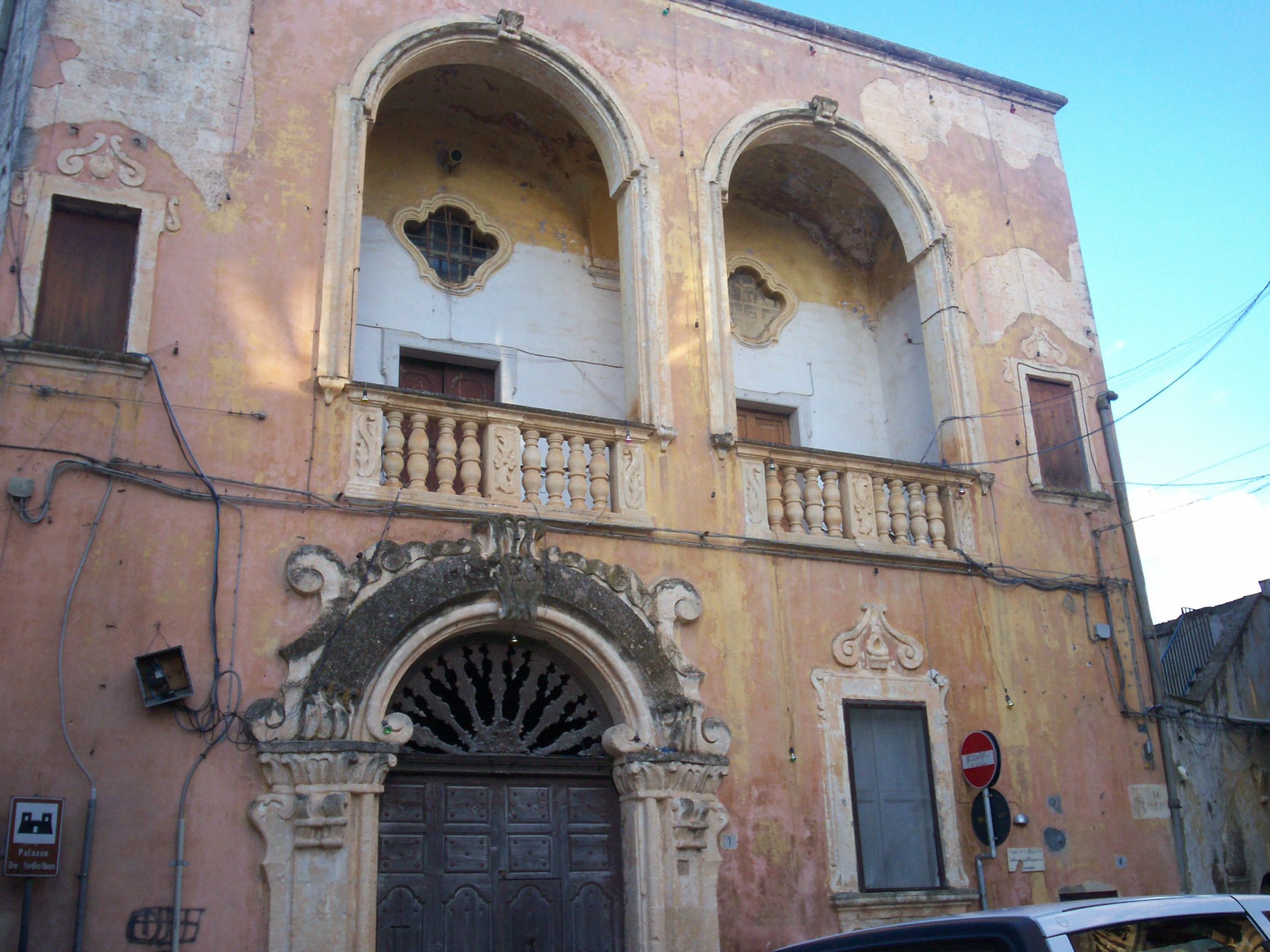